# 南島原市立新切小学校
南島原市立新切小学校（みなみしまばらしりつ しんきりしょうがっこう）は、長崎県南島原市有家町尾上にある公立小学校。
2021年（令和3年）3月末に閉校し、南島原市立蒲河小学校とともに南島原市立有家小学校に統合した。

## 概要
歴史
1876年（明治9年）に「尾上小学校」として開校。2011年（平成23年）に創立135周年を迎えた。創立145年目の2021年（令和3年）3月末に有家地区小学校3校の統合により閉校した。
学校教育目標
校章
中央に校名の「新小」の文字（縦書き）を置いている。
校歌
歌詞は3番まであり、各番に校名の「新切小」が登場する。
校区
住所表記で南島原市有家町の後に「尾上（長田・桜馬場・上尾上・下尾上の4地区を除く）、蒲河（蛇田のみ）」が続く地域。中学校区は南島原市立有家中学校。

## 沿革
- 1876年（明治9年）
  - 2月 - 長崎県により設立が正式に認可される[6]。
  - 6月1日 - 高来郡有田村尾上名[7]新切に「第五大学区第三中学区[8]尾上[9]小学校」が開校。
  - この年 - 有家3カ村が西有家村と東有家村の2村に統合再編される。
    - 有田村と、隅田村の久保名、町村の2名[7]（中須川名・小川名）が東有家村となる。
    - 隈田村の4名[7]（里坊名・須川名・龍石名・長野名）と町村の2名（慈恩寺名・見岳名）が西有家村となる。
- 1877年（明治10年）6月4日 - 学区改正[10]により、「第五大学区第二中学区[11]尾上小学校」に改称。
- 1878年（明治11年）12月24日 - 郡制の施行に伴い学区が改正され、「南高来郡隅田部[12]尾上小学校」となる。
- 1882年（明治15年）5月 - 教育令の改正により「東有家学区尾上小学校」と改称。
- 1884年（明治17年）10月 - 統合により「東有家学区二等有家小学校 尾上分校」となる。
- 1886年（明治19年）8月 - 小学校令の施行により、簡易科（修業年限3年）を設置の上「簡易尾上小学校」として独立。
- 1889年（明治22年）4月 - 町村制の実施により、東有家村立の小学校となる。
- 1893年（明治26年）10月 - 小学校令の改正により、「尾上尋常小学校」と改称。
- 1908年（明治41年）4月 - 義務教育年限が4年から6年に延長されたことにより、尋常科5年を新設。
- 1909年（明治42年）4月 - 尋常科6年を新設。
- 1911年（明治44年）- 尾上名新切（尾上3030番地）に移転を完了。
- 1927年（昭和2年）1月1日 - 東有家村が町制施行により有家町となったため、「有家第三尋常小学校」と改称。
  - この時、同町内の東有家尋常小学校が「有家第一尋常高等小学校」に、蒲河尋常小学校が「有家第二尋常小学校」となった。
- 1941年（昭和16年）4月1日 - 国民学校令の施行に伴い、「有家町第三国民学校」と改称。尋常科を初等科に改める。
- 1947年（昭和22年）4月1日 - 学制改革（六・三制の実施）により、有家町第三国民学校の初等科が改組され、「有家町立第三小学校」となる。
- 1948年（昭和23年）4月1日 - 育友会が発足。
- 1951年（昭和26年）6月1日 - 「有家町立新切小学校」に改称。
- 1956年（昭和31年）4月29日 - 新校舎が完成。
- 1967年（昭和42年）10月27日 - プールが完成。
- 1975年（昭和50年）5月14日 - 体育館が完成。
- 1976年（昭和51年）2月 - 創立100周年記念式典を挙行。
- 2006年（平成18年）3月31日 - 南島原市の発足に伴い、「南島原市立新切小学校」に改称。
- 2021年（令和3年）
  - 2月7日 - 閉校式を挙行[2]。
  - 3月31日 - 閉校。[1][2]

## 交通アクセス
最寄りのバス停
- 島鉄バス 「新切」バス停

最寄りの県道
- 長崎県道132号雲仙有家線

## 周辺
- 新切保育園

## 参考資料
- 「有家町郷土誌」（1981年（昭和56年）3月31日発行, 有家町教育委員会）p.488 -
- 「長崎新聞に見る長崎県戦後50年史（1945～1995）」（1995年（平成7年）8月9日発行, 長崎新聞社）「有家町」